# Truth or Dare (2012)
Truth or Dare (alternatieve titel: Truth or Die) is een Britse thriller-horrorfilm uit 2012 onder regie van Robert Heath.

## Verhaal
Tijdens een feest met muziek, drank en drugs nodigen tieners Paul, Chris, Gemma, Eleanor en Luke het zwijgzame buitenbeentje Felix uit om ook mee te doen aan een spelletje Truth or Dare. Hierbij kiest steeds een van de spelers of hij een opdracht óf een vraag wil van een van de anderen, die hij daarna moet doen of  beantwoorden. Wanneer Felix de vraag krijgt met wie van de anderen hij 'het' het liefst zou doen, kiest hij schoorvoetend voor Gemma. Haar vriendje Chris wordt hier boos om en slaat hem in zijn gezicht, waarna Felix het gebouw verlaat.
Twee maanden later gaan Paul, Chris, Gemma, Eleanor en Luke naar Felix' huis. Ze hebben een uitnodiging gekregen om op zijn verjaardag te komen. Bij aankomst worden ze ontvangen door Justin, Felix' oudere broer. Hij zegt dat Felix pas een dag later komt en hij vergeten is hen dat te laten weten. Omdat ze er toch zijn, biedt hij ze aan naar hartenlust te nemen van de drank die ten overvloede voorradig is. Daarna stelt hij voor om Truth or Dare te spelen.
Na een paar vragen wijst Justin zichzelf aan om een waarheid te vertellen. Hij vertelt dat Felix eigenlijk niet een dag later komt, maar zichzelf heeft opgehangen na het feest waarop hij werd vernederd twee maanden eerder. Justin vond een kaart op Felix' lichaam waarop staat ' Truth or Dare, Bitch! '. Hij wil van de vijf weten wie die gestuurd heeft en zo zijn broertje het laatste duwtje gaf. Dreigend met een geweer laat hij Luke daarom de andere vier vastbinden op hun stoelen. Daarna gaat het spelletje Truth or Dare door met verhoogde inzetten. Elke keer dat iemand weigert te zeggen wie Felix de kaart stuurde, moet die een keuze maken waarbij een van de anderen 50% kans heeft om te sterven. Chris krijgt hierbij een tube in zijn keel die óf water of accuzuur zijn keel in zal pompen, afhankelijke van de (blinde) keuze van Gemma. Ze kiest verkeerd.
Wanneer Justin met Luke naar buiten loopt om die dieper in zijn rol als assistent te manipuleren, worstelt Gemma zich los en zet ze het op een lopen. In een andere kamer treft ze Felix aan, volledig verlamd, maar niet dood. Hij kan alleen nog knipperen met zijn ogen. Gemma's ontdekking kost haar het leven, maar zet ook een proces in werking dat langzaam maar zeker duidelijk maakt dat het spelletje Truth or Dare niet de reden was voor Felix' zelfmoordpoging. Nadat hij geslagen het gebouw verliet, verleidde Eleanor hem om terug mee naar binnen en met haar naar haar kamer te gaan. Daar haalde ze hem over fellatio te plegen bij haar vriendje Paul, die buiten bewustzijn op bed lag. Eleanor filmde het hele voorval vervolgens met haar telefoon. Voor Felix' was de gedachte aan de manier waarop zijn 'waardige', welgestelde familie zou reageren als ze erachter kwamen dat hij zich (ook) tot jongens aangetrokken voelt, iets waar hij niet mee kon leven.

## Rolverdeling
- Tom Kane - Felix
- Liam Boyle - Paul
- Jack Gordon - Chris
- Florence Hall - Gemma
- Jennie Jacques - Eleanor
- Alexander Vlahos - Luke
- Jason Maza - Jonesy
- David Oakes - Justin